# DN59B
DN59B (Drumul Național 59B) este un drum național în județul Timiș, între localitatea Cărpiniș și orașul Deta. Are o lungime totală de 75,032 km. Străbate zona de Vest - Sud-Vest - Sud a județului, efectuând o buclă aproximativ paralelă cu granița dintre România și Serbia.

## Traseu
- km 0 - Cărpiniș, unde se leagă de DN59A (Timișoara - Jimbolia)
- km 8+165 - Cenei
- km 14+1010 - Uivar
- km 22+122 - Otelec
- km 28+655 - Iohanisfeld
- km 37+1147 - Foeni
- km 41+090 - Cruceni
- km 52+530 - Toager
- km 54+918 - Giera
- km 60+697 - Livezile
- km 67+421 - Banloc
- km 75+032 - Deta, unde se leagă de DN59 Timișoara - Moravița (frontiera Serbia)